# Billy Reid (calciatore)
William Reid, detto Billy (Glasgow, 18 luglio 1963), è un allenatore di calcio ed ex calciatore scozzese, di ruolo centrocampista.